# داسو سوبر اتندارد
الطائرة داسو سوبر اتندارد (بالفرنسية: Dassault Super Étendard)‏ مقاتلة فرنسية قادرة على الإقلاع من على متن حاملات الطائرات صممت لصالح البحرية الفرنسية. دخلت السوبر اتندارد الخدمة في يونيو 1978. واستخدمت لأول مرة في حرب الفوكلاند من قبل الأرجنتين عام 1982، كما استخدمت من قبل القوة الجوية العراقية خلال الحرب مع إيران عام 1983.